# مردخای خفتس
مردخای خفتس (انگلیسی: Mordechai Hefez; ۱۷ فوریهٔ ۱۹۳۰ – ۱۷ مارس ۲۰۱۰) بازیکن بسکتبال اهل اسرائیل بود. وی در بازی‌های المپیک تابستانی ۱۹۵۲ شرکت کرده‌است.